# John Adams
John Adams (n. 19/30 octombrie 1735, Braintree⁠(d), Cele treisprezece colonii, Regatul Marii Britanii – d. 4 iulie 1826, Quincy, Massachusetts, SUA) a fost primul vicepreședinte (1789 - 1797) și al doilea președinte al Statelor Unite ale Americii (1797 - 1801), avocat, diplomat, politician și unul din fondatorii importanți ai țării sale.
John Adams a fost unul dintre cei mai importanți susținători ai Războiului de Independență al Statelor Unite din Massachusetts și unul din diplomații americani majori ai anilor 1770. Considerat pe bună dreptate ca unul dintre Părinții Fondatori ai Statelor Unite ale Americii, John Adams a devenit fondatorul unei importante familii de politicieni, diplomați și istorici.
Reputația sa ca unul dintre  cele mai importante personalități  din istoria Statelor Unite a crescut constant în ultimii ani. Astfel, istoricul Robert Rutland conclude  despre Părinții Fondatori: „Madison a fost un mare intelectual ... Jefferson irevocabilul idealist and Franklin cel mai încântător și versatil geniu ... dar Adams a fost cel mai captivant părinte fondator din majoritatea punctelor de vedere.” [Ellis, pagina 230].

## Biografie timpurie
John Adams s-a născut în satul Braintree⁠(d) (Quincy), statul Massachusetts, Statele Unite, la 30 octombrie 1735 (19 octombrie, conform stilului vechi). Părinții și strămoșii săi au fost cetățeni onorabili ai comunității încă de la întemeierea ei.  Tatăl său, John Adams, era o persoană influentă în lumea afacerilor, fiind și ofițer în miliția locală; mama sa, Suzanna Boylston Adams, era cunoscută pentru devotamentul său pentru familie și biserică. Familia Adams venise din Anglia pe la 1640 și apoi se stabilise pe pământul pe care urmașii lor încă îl mai cultivau în vremea copilăriei lui John Adams.
Pe lângă instruirea informală căpătată în satul său natal, Adams a frecventat și școala latină. În ciuda dorinței sale inițiale de a deveni fermier, anii de școală l-au pregătit pentru universitate și pentru o carieră de profesor de religie. Cu puțina pregătire în latină deprinsă de la Joseph Marsh, un om de știință local, John a luat examenul de admitere la Harvard College⁠(d) în 1751 și și-a început cei patru ani de studii universitare care îi incitau imaginația. La absolvire, în 1755, a acceptat postul de profesor la Worcester, în statul natal Massachusetts.

## Carieră politică și publică

### Carieră publică timpurie
Cariera de profesor nu era exact ceea l-ar fi făcut pe Adams satisfăcut din punct de vedere intelectual; elevii de abia știau ABC-ul și observaseră că profesorul lor era preocupat de alte probleme.  Poziția lui, totuși, i-a dat posibilitatea să-i cunoască pe intelectualii din Worcester, inclusiv pe James Putnam⁠(d), un distins jurist.  În final, Adams decide să facă o carieră în drept, făcându-și ucenicia cu Putnam.
Juristul Adams și-a început cariera în Braintree, statul  Massachusetts, scriind testamente și diverse acte de interes local. Pe 25 octombrie 1764 se căsătorește cu Abigail Adams, fiica reverendului William Smith, cu care a avut o lungă conviețuire și șase copii.

### Carieră politică timpurie
Adams și-a exprimat concepțiile politice când a formulat protestul locuitorilor din Braintree împotriva Legii Timbrului din 1765 (en  Stamp Act (1765)), promulgată de Parlamentul Marii Britanii, care stipula că multe din materialele scrise din Coloniile britanice din America de Nord (devenite ulterior, după 4 iulie 1776, Cele 13/14) urmau a fi tipărite doar pe hârtie produsă în Marea Britanie, care urma a fi supusă unei taxări separate, evident inutil de împovorătoare. 
Acel protest a devenit un model pentru demonstrații similare în toată Noua Anglie. Adams considera taxa de timbru ca o povară inutilă pe spinarea poporului din America de Nord, care mărea „punga regelui”, fiind strict nefolositoare locuitorilor coloniilor americane și, mai ales, un act neconstituțional. Prin aceste idei a devenit bine cunoscut în statul Massachusetts.  Localitatea Braintree⁠(d) l-a recunoscut ca pe un fruntaș al comunității și l-a ales în comitetul director al acesteia, dar activitatea sa de jurist îl obliga să stea mai mult la Boston, drept care a renunțat la această funcție și s-a mutat în capitala Provinciei Massachusetts în 1768.
Fiind întotdeauna pregătit pentru a afirma aspirația sa la libertate, Adams și-a menținut independența politică și și-a oferit serviciile oricui avea probleme. Cazul cel mai dramatic a apărut în 1770 când John Adams și Josiah Quincy i-au apărat pe soldații britanici acuzați de crimă în masacrul de la Boston⁠(d). Deoarece a preluat acest caz, Adams a fost atacat de ziarele patriotice, dar în particular a fost felicitat pentru că a câștigat acest caz în favoarea libertății.
Din mai 1770, Adams a devenit reprezentantul orașului Boston în adunarea legislativă (General Court). În 1771, se decide însă să părăsească viața politică, dar numai după 16 luni de semi-retragere revine la Boston.

### Ascensiunea la putere
În mai 1773, radicalii l-au ales în Consiliul Guvernatorului (Governor’s Council) fiind implicat în unele manevre patriotice. John Adams s-a bucurat când bostonienii au aruncat ceaiul în mare în celebra “Partidă de ceai de la Boston” din 1773. În acest fel a revenit la parteneriatul cu radicalii și a devenit delegat al primului Congres Continental în 1774. 
În următorii trei ani la Philadelphia, Adams a forțat congresul să ia măsuri concrete care urmau să ducă la separarea coloniilor de Anglia. El a impus cu succes numirea lui George Washington în calitate de comandant al forțelor Coloniale și crearea unei forțe navale care să concureze supremația Angliei pe mare. În comitet și Congres el a pus bazele principiilor de politică externă și a ajutat la scrierea rezoluțiilor din 10 mai 1776 care declarau America independentă; de asemenea, a apărat Declarația de Independență în timpul dezbaterilor din Congres. 
În calitate de președinte al Comitetului pentru Război și Armament timp de un an (1776-1777), Adams a încercat să echipeze armata. Important pentru cauza revoluționară a fost și corespondența extinsă precum și scrierile publicate. Lucrările sale Novanglus (1774-1775) și Gândul despre Guvern (1776) subliniau principiile libertății și ordinii pentru Americani.

### Serviciul diplomatic
În 1778, Adams a fost trimis să-l înlocuiască pe Silas Deane⁠(d), unul din agenții diplomatici la Paris, pentru negocieri în vederea unei alianțe comerciale și militare cu Franța. Înainte ca el să ajungă acolo, negociatorii americani terminaseră tratativele cu succes. Adams s-a întors la Boston unde a fost ales membru al convenției constituționale din Massachusetts; a formulat cele mai multe articole ale Constituției acceptată de Convenția din 1780. 
Activitatea lui Adams de reprezentant al statului a fost completă când a fost numit ministru plenipotențial în vederea negocierilor de pace cu Marea Britanie. La Paris în timp ce aștepta începerea negocierilor era de așteptat să fie calm și insipid, rol nepotrivit cu temperamentul lui nervos și pasional. Deși sfătuit fără ocolișuri de toată lumea, Adams i-a enervat pe oficialii francezi amestecându-se în probleme de politică și l-a mâniat și pe Benjamin Franklin prin comentarii la adresa comportamentului sau. În final, dând frâu liber ostilităților el s-a retras în Olanda unde s-a asigurat de recunoașterea independenței Americii și a negociat un împrumut și tratatul de amiciție și comerț. 
Întorcându-se la Paris în octombrie 1782, Adams s-a alăturat lui John Jay și lui Benjamin Franklin în discuțiile pentru pace. La aceste întruniri Adams a insistat pentru extinderea teritoriului american cât mai mult posibil. Tratatul de la Paris care a pus capăt Războiului de Independență s-a semnat pe 3 septembrie 1783. În vreme ce tratatul de pace era ratificat de Congres, Adams și fiul său, John Quincy Adams făceau turul Angliei. În 1784-1784 Adams a negociat împrumuturi pentru SUA în Olanda și tratatele comerciale în Franța. În 1785 a fost numit primul ambasador al Statelor Unite în Marea Britanie. Cei trei ani petrecuți la Londra n-au dat roade semnificative în ceea ce privește obținerea unor concesii comerciale sau în punerea relațiilor Anglo-americane pe o bază amicală. Adams a folosit timpul bine, totuși, cunoscându-l mai de aproape pe Thomas Jefferson și scriind “Apărarea Constituției Guvernului Statelor Unite” (3 vol., 1787). Ulterior a renunțat la postul neproductiv de la Londra și s-a întors la Braintree să studieze, să scrie și să grădinărească. În cursul anului, la primele alegeri ținute sub noua constituție, a fost ales vice-președinte al SUA, confirmându-i-se poziția națională de al doilea om după președintele Washington.

### Primul vice-președinte
În 1792 a fost reales și iar a acceptat responsabilitățile de vice-președinte cu energie și seriozitate. Adams a prezidat Senatul SUA și adeseori a avut votul decisiv pentru măsuri care să sporească puterile guvernului național, în general, sau acelea ale președinției în particular. Adams a conferențiat în senat despre îndatoririle acestuia. A publicat o serie de eseuri Discursuri despre Davila (1791) care comentau în mare dezordinea civilă cu referință specială la revoluția franceză. Spre deosebire de Washington, Adams avea rivali la președinție și ar fi trebuit să fie mai flexibil. În schimb, el i-a permis lui Alexander Hamilton să-și asume conducerea partidului federalist în vreme ce încerca să se retragă din politica partizană asociindu-se chiar cu critici ai partidului. În timpul campaniei prezidențiale din 1796 Hamilton a încercat în secret să-l substituie pe Thomas Pinckney⁠(d) lui Adams și astfel a divizat partidul. Ca rezultat alegerea era extrem de aproape: Adams a câștigat președinția cu trei voturi electorale (71 la 68) asupra republicanului Jefferson care în cadrul sistemului electoral pe atunci în uz, a devenit vice-președinte.

### Președinția
Adams și-a început mandatul pe 4 martie 1797. Foarte conștient de victoria lui fragilă, el a căutat să instaureze armonia politică. În cuvântul inaugural, urmărind evoluția națiunii, a afirmat credința lui în republicanism și a chemat oamenii să pună capăt politicii partizane. El a încercat să ajungă la un acord cu Jefferson, să-i concilieze pe adepții lui Hamilton și să dea un curs pașnic controverselor cu Franța asupra tratatului lui John Jay . Dar a întâmpinat mari greutăți. 
În calitatea sa de prim președinte care a urmat unui altuia, Adams nu avea experiență în organizarea cabinetului așa că a decis să păstreze cabinetul mediocru al lui George Washington, parțial pentru că dorea să-i reconcilieze pe federaliști și pentru că știa cât de greu este să găsești oameni buni care să facă servicii. Cabinetul era federalist și chiar mai mult Hamiltonian în ceea ce privește loialitatea. Adams nu și-a dat seama pe deplin de pericolele inerente ale acestei situații până în 1799 când cabinetul și-a violat încrederea lucrând împotriva politicilor lui Adams. 
Cum relațiile cu Franța se înrăutățeau a trebuit sa recomande pregătiri pentru apărare în timp ce negocierile pentru pace continuau. Deși i-a iritat pe republicani el și-a menținut politica de pace și de pregătire chiar după ce Directoratul Francez i-a insultat pe trimișii Americani și a început să rețină vasele americane. În ianuarie 1798 el a propus crearea unui departament naval și a cerut fonduri pentru a pune armata pe picior de război. 
Reprimarea de către Adams a capturării de către francezi a navelor Americane a fost populară o perioadă și federaliștii au câștigat alegerile pentru Congres în 1798. Deși Congresul nu a declarat război Adams și-a continuat pregătirile militare, alegându-i pe George Washington, Henry Knox⁠(d), Charles Cotesworth Pinckney⁠(d) și Alexander Hamilton să fie generalii armatei. Dar în timp ce Adams vizita Quincy cabinetul a decis să-l facă pe Alexander Hamilton al doilea la comandă după George Washington. Adams și-a dat seama de semnificația acestei manevre, el a realizat că controlul armatei trecea în subordinea lui Alexander Hamilton (mai ales pentru ca Washington nu era așteptat sa mai participe la vreo bătălie) și, mai mult decât acum, a văzut spectrul militarismului.
În timp ce Adams și dădea seama complet de ceea ce se întâmpla, a primit vesti din Europa că Franța intenționează să reia negocierile. În februarie 1799 la nominalizat brusc pe William Vans Maurray ca trimis special spre stupefacția adepților lui Hamilton. Dezbaterea asupra acestei acțiuni a fost dură și Adams a făcut un compromis acceptând să numească o comisie în loc de un singur delegat dar a rezistat presiunilor lui Alexander Hamilton, ambasadorului britanic și ai unor membri din cabinet. În cele din urmă comisia a încheiat un tratat cu Franța pe 30 septembrie 1800. Adams reușise să preîntâmpine un război cu Franța și să păstreze neutralitate țării.
Negocierile tratatului au divizat partidul și federaliștii au considerat efectul acestor divizări în alegerile din 1800. Când doi membri ai cabinetului și-au arătat neloialitatea față de Adams el le-a forțat demisia fără nici o delicatețe politică. Acțiunea sa dură i-a înfuriat pe Hamiltonieni care și-au clamat sentimentele în public alăturându-se comportamentului nediplomatic al președintelui. Republicanii conduși de Jefferson și Aaron Burr s-au bucurat de acestă situație dificilă a federaliștilor. Adams a fost incapabil să-și asume responsabilitățile de șef de partid. Rezultatele alegerilor au reflectat această slăbiciune. Federaliștii au pierdut președinția în favoarea lui Jefferson și a republicanilor cu opt voturi electorale (73 la 65) și de asemenea au pierdut Congresul.

## Ultimii ani
Adams a pierdut președinția în favoarea vieții private în Quincy; și-a regăsit simțul umorului și și-a servit țara într-un alt mod. A devenit președinte al societății de arte și științe din Massachusetts, al societății pentru promovarea agriculturii. 
Corespondența sa cu Jefferson și Benjamin Rush⁠(d) sunt monumente de erudiție care relevă o personalitate încântătoare care putea să fie și militantă și drăgăstoasă în câteva zeci de rănduri vioaie. 
John Adams a murit la Quincy pe 4 iulie 1826 la a 50-a aniversarea a Declarației de Independență. Jefferson a murit în aceeași zi.
John Adams a fost toată viața lui un tiran, cu un temperament exploziv, niciodată mulțumit, niciodată satisfăcut cu ce i se oferea deși nici el nu știa exact ce vrea.  Scrierile lui (scrisori, cărți, jurnale) au oferit importante date despre viața politică din acea vreme, dar în special arată o minte  bine organizată, logică , în același timp un visător, un dornic de joacă dar foarte inteligent om.   Se spune de el că nu a rămas în istorie ca un mare președinte pentru că nici un eveniment important nu s-a petrecut în vremea sa, dar cariera lui de politician a fost strălucită, chiar dacă mai enerva uneori pe oficialii străini. De fapt ce putea să facă un al doilea președinte, abia pus la conducerea unei națiuni noi, fără să aibă pe mai mulți în față de unde să tragă învățăminte.

## Legături externe
- John Adams: A Resource Guide at the Library of Congress
- The John Adams Library at the Boston Public Library
- Adams Family Papers: An Electronic Archive at the Massachusetts Historical Society
- The Adams Papers, subset of Founders Online from the National Archives
- John Adams Papers at the Avalon Project
- Lucrări de John Adams la Proiectul Gutenberg
- Opere de sau despre John Adams la Internet Archive
- Lucrări de John Adams la LibriVox (cărți audio aflate în domeniul public)
- "Life Portrait of John Adams", from C-SPAN's American Presidents: Life Portraits, 22 martie 1999